# ویلموش سابو
ویلموش سابو (مجاری: Vilmos Szabó؛ زادهٔ ۳۰ دسامبر ۱۹۶۴) ورزشکار شمشیربازی اهل رومانی است.
وی در مسابقات کشوری و بین‌المللی در مجموع برندهٔ ۲ مدال برنز شده‌است.